# 偶然の音楽
『偶然の音楽』（ぐうぜんのおんがく、原題：The Music of Chance）は、1990年に出版されたポール・オースターの長編小説である。1993年に『ミュージック・オブ・チャンス』（原題は同じ）として映画化され、オースター本人も出演した。

## 概要
妻と離婚したばかりのジム・ナッシュがある日突然、父親の財産20万ドルを相続した。クラシック音楽を愛聴する彼は赤いサーブに乗って全米中を旅に出かけるが、金はあっという間に底を突いてしまった。1年以上走り回った時点で彼は、道で見かけたジャック・ポッツィという若者を自らの自動車に招き入れた。彼はポーカーを専門とするギャンブラーだった。
ポッツィはフラワー、ストーンというあだ名の男たちを相手にポーカーに興じたが、大惨敗してしまった。ナッシュの赤い車も担保として没収された。莫大な借金を背負い、追いつめられた2人は、フラワーとストーンの下で石を運んで壁を作るという肉体労働に従事する羽目になる。そこで彼らは怪し気なカルヴィン・マークスに出会う。
ようやく全ての借金を返し終えたと思った矢先に、マークスからナッシュは封筒を渡される。そこにはさらに3千ドル以上も請求される趣旨の内容が書かれてあった。この状況に耐えられなくなったポッツィは逃亡を企てるが、何者かによってリンチされて瀕死の重傷を負い、マークスとその義理の息子フロイドによってどこかに連れ去られてしまった。
破れかぶれになったナッシュは、マークスに頼み込んで売春婦を住んでいるトレーラーに呼ぶ。その後、マークス親子に誘われて隣のニュージャージー州のビリングスまで酒を飲みに行ったナッシュは、ビリヤードの賭けに勝った見返りにかつて自分が所有していた赤い自動車を運転させて欲しいと要求し、了承される。クラシック音楽専門のラジオ局の放送を聴きながら、ナッシュは出口の見えない生活を終わらせるために意識的に自動車の速度を速め、対向車線の車と衝突させる。

## 登場人物
ジム・ナッシュ
父親の財産を相続し、放浪の旅に出ている。
ジャック・ポッツィ
ギャンブラー
フラワー
太った元会計士
ストーン
痩せた検眼士
カルヴィン・マークス
現場監督

## 舞台劇
2005年と2008年に、白井晃演出、仲村トオル主演により舞台化されている。初演・再演ともに世田谷パブリックシアターで上演された。

### キャスト
| 役名                 | 初演（2005年） | 再演（2008年） |
| -------------------- | -------------- | -------------- |
| ジム・ナッシュ       | 仲村トオル     | 仲村トオル     |
| ジャック・ポッツィ   | 小栗旬         | 田中圭         |
| ウィリアム・フラワー | 大森博史       | 大森博史       |
| ウィリアム・ストーン | 小宮孝泰       | 小宮孝泰       |
| カルヴィン・マークス | 三上市朗       | 三上市朗       |
| ティファニー         | 山田麻衣子     | 初音映莉子     |
| フロイド             | 櫻井章喜       | 櫻井章喜       |
| ナッシュの妻         | 月影瞳         | 岡寛恵         |

### スタッフ
- 構成・演出：白井晃
- 主催：財団法人せたがや文化財団
- 企画制作：世田谷パブリックシアター
- 制作協力：遊機械オフィス
- 協力：東京急行電鉄、東急ホテルズ、渋谷エクセルホテル東急